# Rico Ri à Toa
Rico Ri à Toa é um filme de comédia musical brasileiro de 1957, dirigido por Roberto Farias para a Brasil Vita Filmes. Foi o primeiro filme do diretor. Números musicais com Silvinha Chiozzo, Violeta Ferraz (que também atuam), Jorge Veiga, Dolores Duran, Zé Gonzaga, Marinês e sua Gente (que cantam o sucesso "Peba na Pimenta") e Ítalo. Trilha sonora de Sivuca. Reginaldo Farias foi creditado como assistente de câmera.

## Elenco
- Zé Trindade...Zé Fubica
- Violeta Ferraz...Isabel
- Silvinha Chiozzo...Dora
- Armando Camargo
- Labanca
- Apolo Correia
- Arnaldo Montel
- Oswaldo Louzada...Frajola
- Mozael Silveira
- Tiririca
- Zezé Macedo
- Evilazio Marçal
- Domigos Terras...Joaquim
- Jaime Filho

## Sinopse
Zé Fubica é um chofer de praça que dirige um automóvel antigo (a "Fubica") no Rio de Janeiro. Certo dia, ao voltar para casa, ele fica sabendo que recebeu uma herança de um irmão português que morreu. Zé desconfia que é alguma trapaça pois não conhecia esse irmão, mas a mulher o convence a pegar o dinheiro (15 milhões) e depositar no banco. Ele logo fica chateado com a vida de rico e começa a pensar em vários planos para fazer com que a mulher gaste todo o dinheiro. Mas a trapaça se confirma e os bandidos que lhe deram o dinheiro (parte do roubo total de 100 milhões) o fizeram para que a polícia fosse atrás dele, pois achavam que as notas estivessem marcadas. Eles se enganaram e Zé não foi preso mas um dos bandidos tenta trair os outros e esconde o resto do dinheiro na Fubica, sem saber que a mulher de Zé irá forçá-lo a se livrar do carro.